# Karl-Johan Dyvik
Karl-Johan Dyvik est un fondeur suédois, né le 10 octobre 1993. Sa discipline de prédilection est le sprint.

## Biographie
Sa sœur Anna est aussi une fondeuse de haut niveau.
Membre du club IFK Mora SK, il apparaît pour la première fois dans des courses de la FIS à partir de 2009. En 2011, il obtient sa première victoire avec un succès aux Championnats de Suède junior sur le sprint. Il doit attendre 2013 pour être sélectionné aux Championnats du monde junior, à Liberec. Pendant trois saisons, il arbore le circuit secondaire de la Coupe de Scandinavie, sans obtenir de résultat significatif, avant de faire ses débuts dans l'élite, la Coupe du monde en février 2016 à Stockholm. Peu après, il  remporte une médaille d'argent en sprint aux Championnats du monde des moins de 23 ans à Rasnov, derrière Lucas Chanavat, alors qu'il ne faisait pas partie de la sélection initialement, avant qu'un forfait ne le propulse au départ.
En décembre 2017, il passe avec les qualifications du sprint libre de Davos et finit ensuite vingtième, ce qui lui vaut ses premiers points pour la Coupe du monde. Il est également 19e, plus tard dans l'hiver, au sprint de Seefeld.

## Palmarès

### Coupe du monde
- Meilleur classement général : 104e en 2018.
- Meilleur résultat individuel : 19e.

#### Classements en Coupe du monde
| Saison / Épreuve | Saison / Épreuve | Général | Général | Sprint | Sprint |
| Saison / Épreuve | Saison / Épreuve | Class.  | Points  | Class. | Points |
| ---------------- | ---------------- | ------- | ------- | ------ | ------ |
| 2018             | 2018             | 104e    | 25      | 51e    | 25     |

### Championnats du monde des moins de 23 ans
- Rasnov 2016 :
  -  Médaille d'argent du sprint.